# اژنی
اژنی (به فرانسوی: Hegeney) یک کمون در فرانسه با جمعیت ۳۹۳ نفر است که در Canton of Wœrth واقع شده‌است.